# 松達倫
松達倫（挪威語：Songdalen）是挪威原西阿格德爾郡的一個市镇。
2020年1月1日，松達倫和另外一个市镇松訥一起并入克里斯蒂安桑市镇，并隶属于新成立的阿格德尔郡。